# Цигетчик
Цигетчик (англ. Tsiigehtchic) — деревня в административном регионе Инувик, Северо-Западные территории, Канада. С языка гвичин название переводится как «устье железной реки». До 1 апреля 1994 года была известна как Арктик-Ред-Ривер (англ. Arctic Red River).
Деревня расположена при впадении реки Арктик-Ред-Ривер в реку Маккензи. Население Цигетчика по данным переписи 2011 года составляет 143 человека. Через деревню проходит шоссе Демпстер, которое пересекает здесь реку Маккензи. Зимой транспорт идёт через реку по ледовой дороге, а в остальное время года действует паромная переправа. Это один из немногих населённых пунктов в Северо-Западных территориях, где отсутствует аэропорт.